# HETE (műhold)
A High Energy Transient Explorer, röviden HETE vagy más néven Explorer 79 egy európai közreműködéssel készült amerikai csillagászati műhold. Fő feladata a gamma-kitörések vizsgálata volt.

## Fellövések
A HETE fellövése rendben megtörtént, 1996. november 4-én egy Pegasus rakéta az argentin SAC-B műholddal közös tartályban lévő műholdat Föld körüli pályára állította. A tartályt nyitó automatika azonban egy akkumulátor hibája miatt nem volt képes kinyitni a két műholdat tartalmazó dobozt. Az irányítók kénytelenek voltak megsemmisíteni a tartályt és így a HETE műholdat is.
A kutatók azonnal megkezdték a felhasználható tartalék alkatrészekből a HETE–2 tervezését. A HETE–2 2000 október 9-én rendben pályára állt és megkezdte működését.

## Elért eredmények
A HETE-2 a következő tudományos eredményeket érte el:
1. A GRB 030329 közeli gamma-kitörés felfedezése, ami kapcsolatba hozható egy szupernóva kitöréssel.
2. A GRB 050709 felfedezése, amely az első rövid gamma-kitörés volt, melynek sikerült a távolságát meghatározni.
3. Megerősítette az XRF (X-Ray Flashes)-ek, azaz a Röntgen-villanások létét.